# Täcknamn
Täcknamn, täcktitel eller täckbenämning, även täckord, är en form av pseudonym som används i syfte att skydda någons eller någots identitet. Det används bland annat militärt, spionärt och polisiärt när man vill dölja sina verkliga avsikter för motståndaren.
Synonymt används även täckmantel och kodnamn.